# Český helsinský výbor

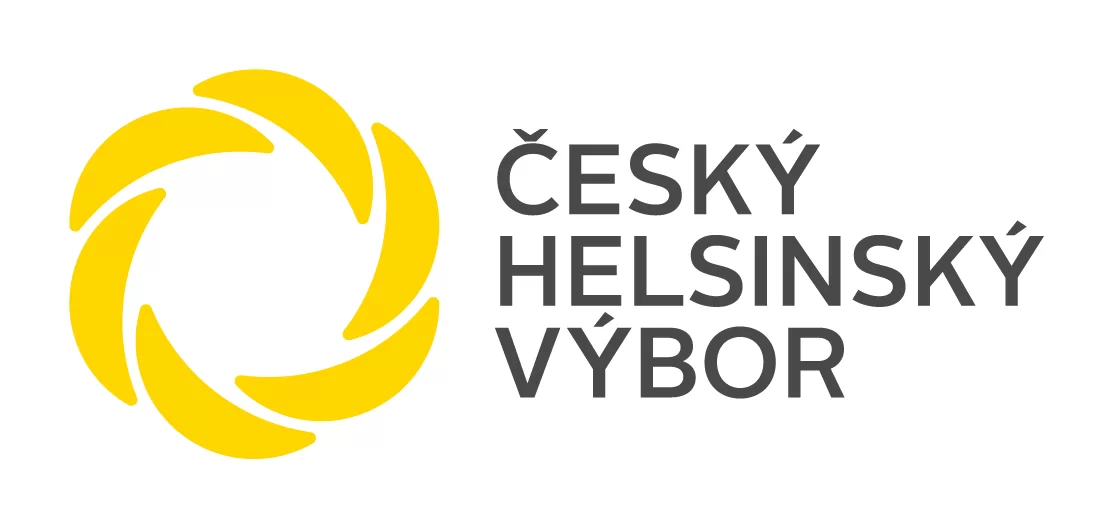
Logo Českého helsinského výboru

Český helsinský výbor, z. s. (ČHV), původně Československý helsinský výbor (Čs. HV), je nevládní nezisková organizace zaměřená na lidská práva.

## Vznik a vývoj organizace
Československý helsinský výbor byl založen v listopadu roku 1988, aby vedle významných občanských iniciativ Charta 77 a Výboru na obranu nespravedlivě stíhaných (VONS) sledoval dodržování a porušování lidských práv v tehdejší ČSSR tak, jak byly vyjádřeny Helsinskou dohodou. Mnoho členů se účastnilo i jiných aktivit.
Založila ho – z podnětu zástupců Mezinárodní helsinské federace pro lidská práva (IHF, International Helsinki Federation) a Helsinki Watch (dnes Human Rights Watch) – skupina třiceti kriticky myslících a opozičně jednajících občanů (v čele prof. dr. Jiří Hájek), kteří se navzdory hrozbě pronásledování rozhodli vydávat a zveřejňovat svá stanoviska k naprostému nesouladu tehdejšího právního řádu a právní jakož i politické praxe s přijatými mezinárodními principy lidských práv. Navázali tak na mnohaletou soustavnou, obětavou a riskantní práci Charty 77, která se ovšem v té době – kromě porušování lidských a občanských práv – už věnovala mnoha dalším ožehavým tématům života tehdejší československé společnosti. Vydala asi 700 dokumentů – stanovisek.
Členové a členky Čs. HV se soustředili zejména na rozpory řady československých zákonů, např. zákona shromažďovacího a sdružovacího, trestního zákona a dalších právních norem s principy lidských práv, jak byly formulovány v Mezinárodním paktu o občanských a politických právech a v Mezinárodním paktu o hospodářských, sociálních a kulturních právech (OSN 1966), v paktech, které z podnětu Konference o bezpečnosti a spolupráci v Evropě (Helsinki, 1975) formálně přijal a ratifikoval i československý totalitní stát (1976). Ačkoli se tím staly součástí československého právního řádu (publikovány pod č. 120/1976 Sb.), stát závazky z nich vyplývající nehodlal automaticky respektovat.
Podobně jako Charta 77 a VONS, tak i Čs. HV připomínal československým úřadům a představitelům, že je nutné tyto mezinárodní závazky a normy plnit, v jejich duchu a podle jejich litery demokratizovat stávající právní řád, jakož i právní a sociální praxi. Čs. HV poukazoval též na mnohé individuální případy nezákonností, zejména pokud šlo o hrubé jednání s občany protestujícími proti režimu na menších i na velikých, tisícových a později statisícových shromážděních konce 80. let, ale i jiné.

## ČHV po roce 1989

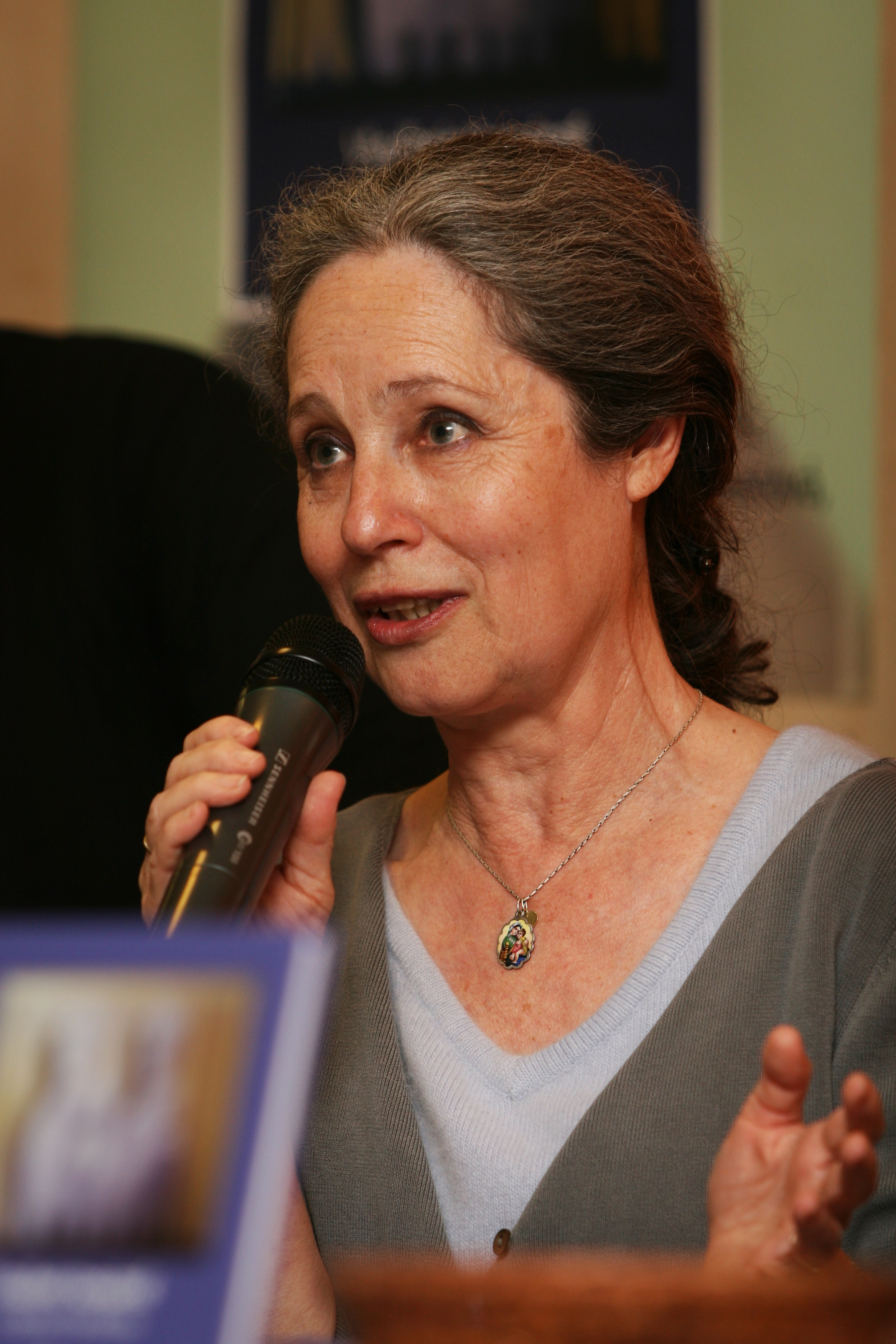
Taťana Fischerová

Československý helsinský výbor, jenž se stal záhy po svém založení členem Mezinárodní helsinské federace (IHF se sídlem ve Vídni), uvítal samozřejmě listopadovou sametovou revoluci roku 1989, zhroucení komunistického režimu, a pokračoval ve své obhajobě lidských a občanských práv jak v obecné rovině (monitoring zákonů a novel, příprava nové Ústavy a Listiny základních práv a svobod apod.), tak pokud šlo o případy nespravedlností a nezákonností vůči jednotlivým občanům, či o situaci některých skupin, jako jsou děti, cizinci, uprchlíci, národnostní menšiny, vězni aj. Hned na počátku roku 1990 požádal Čs. HV v Československu o registraci a byl registrován jako mezinárodní nevládní organizace (se statutem obdobným jako mají občanská sdružení). Rozrostla se jeho členská základna, přihlásila se k němu řada dalších občanů, mezi nimi i kvalifikovaní právníci a jiní odborníci.
Když se koncem roku 1992 Československo rozdělilo na dva státy, slovenský a český, rozdělil se i Čs. HV na Slovenský helsinský výbor a Český helsinský výbor. Oba zůstaly členy IHF. Slovenský helsinský výbor později zanikl, a to z finančních důvodů.
Naopak činnost Českého helsinského výboru se záhy velmi rozrůznila, diferencovala. Pokračoval i nadále v monitoringu zákonů i právní a sociální praxe, dále se ČHV zabýval jednotlivými případy porušování lidských a občanských práv, zahájil poradenskou činnost, v jejímž rámci byla založena Poradna pro otázky státního občanství (aktuální v souvislosti s rozdělením ČSFR), též Poradna pro uprchlíky (obě poradny se později osamostatnily), přibyla a rozvinula se informatika o lidských právech, dále i výchova k lidským právům ve školách a v různých profesních skupinách, monitoring dodržování a porušování lidských práv ve věznicích atd. Ve spolupráci s IHF a dalšími evropskými helsinskými výbory se ČHV podílel na některých mezinárodních projektech, zaměřených na vzdělávání aktivistů nevládních organizací, ale i právníků, zejména v některých postsovětských republikách. Vyjadřoval se k mnohým mezinárodním konfliktům, jako byla občanská válka v Jugoslávii, válka v Čečensku aj.
Od roku 1994 vydává výbor každoročně Zprávu ČHV o stavu lidských práv v ČR, čtvrtletní časopis Lidská práva (původně Zpravodaj Čs.H.V.), v poslední době vychází obojí jen na internetu http://www.helcom.cz. V průběhu let vydal Čs. HV i ČHV řadu monotematicky zaměřených knih a brožur. S publikacemi ČHV i další literaturou k lidským a občanským právům se lze seznámit v Dokumentačním a informačním středisku ČHV.
Po období mírného útlumu činnosti, po úmrtí T. Fischerové a zaměření na sociální práci se opětovně od roku 2020, plně věnuje své činnosti. Široce působí v oblasti vězeňství a sociálních programů. Předsednictvo ve složení předseda Mgr. Miroslav Krutina, místopředsedkyně Mgr. Dana Syslová, Mgr. Mikuláš Vymětal Th. D., PhDr., Mgr. Jan Beer, Václav Trojan, Lilia Khousnoutdinova, MA, MSC, Mgr. Monika Šimůnková začalo široce působit v klíčových oblastech zájmu ČHV.
Od roku 2022 je vedoucím poradenského centra Ágnes Němečková, jejímž zaměřením je oblast lidských práv ve zdravotnictví.

## ČHV dnes
Hlavní oblasti činnosti, kterými se ČHV v současné době především zabývá:
- vězeňství a trestní justice – práva vězňů a zadržených; sociální práce s rodinami vězněných osob i s odsouzenými, zejména po návratu do běžného života
- práva žen (slaďování profesního a rodinného života, vyrovnávání šancí na trhu práce), práva žen ve světě
- rozvoj lidských zdrojů (posílení zaměstnanosti, prevence sociálního vyloučení na trhu práce);
- práva Romů a posilování jejich integrace ve společnosti
- práva seniorů;
- práva cizinců a jejich integrace do české společnosti;
- policie;
- práva dětí;
- výchova a vzdělávání k lidským právům.

Monitoruje a upozorňuje na i závažné případy porušování lidských a občanských práv, politické pronásledovaní, dále zejména pokud jde o diskriminaci žen, porušování práv seniorů, ochranu práv dětí či rodičů, závažné trestní případy aj.

## Předsednictví
Členský sněm ČHV volí své předsednictvo, v jehož čele stojí předseda či předsedkyně:
- Jiří Hájek (1988–1992)[3]
- Martin Palouš (1994–1998)[4]
- Hana Havelková (1999–2006)
- Libuše Šilhánová (2007–2008)
- Anna Šabatová (2008–2013)
- Táňa Fischerová (27. března 2013–2019)[5]
- JUDr. Václav Vlk (2021–2024)
- Mgr. Miroslav Krutina (2024–současnost)